# Taurus Raging Bull
Raging Bull — револьвер, созданный бразильской компанией по производству огнестрельного оружия Taurus International. Это оружие позиционируется как охотничье, благодаря своему калибру. К примеру, .454 Casull позволяет охотиться на таких крупных животных, как африканский буйвол или африканский слон.
Raging Bull достаточно плотно лежит в руке, имеет красную резиновую прокладку, снижающую отдачу, что позволяет стрелку чувствовать себя комфортнее.
С технической точки зрения Raging Bull представляет собой револьвер с цельной рамкой, откидным для перезаряжания барабаном и ударно-спусковым механизмом двойного действия (существуют модификации и с УСМ одинарного действия). Прицельные приспособления — открытые — фиксированная мушка и регулируемый целик. Также возможна установка альтернативных прицельных приспособлений благодаря опционально входящей в комплект планке с креплениями типа Picatinny. Для компенсации отдачи при использовании мощных патронов в передней части ствола введён дульный тормоз-компенсатор, выполненный в виде отверстий в пазах по бокам от мушки. Рамка револьвера может быть выполнена из стали, титана, или нержавеющей стали, рукоятка — из резины. В зависимости от применяемого патрона, барабан может быть ёмкостью 5, 6, 7 или 8 патронов, длина ствола — 4, 5, 6, 8 или 10 дюймов.

## Вариации
Модель 218 (Raging Bee)калибр .218 Bee, ствол 25.4 сантиметров. Только нержавеющая сталь.
Модель 22H (Raging Hornet)калибр .22 Hornet, ствол 25.4 сантиметров. Только нержавеющая сталь.
Модель 223 (Raging 223)калибр .223 Remington, ствол 25.4 сантиметров. Только нержавеющая сталь.
Модель 30C (Raging Thirty)калибр .30 Carbine, ствол 25.4 сантиметров. Только нержавеющая сталь.
Модель 416калибр .41 Magnum.
Модель 444калибр .44 Magnum, может вести огонь на ближней дистанцией калибром .44 Special.
Модель 444 Ultraliteкомпактный, калибр .44 ствол 10.16 сантиметра. Вороненая сталь и титановые сплавы.
Модель 454калибр .454 Casull, так же используется менее мощный калибр .45 Colt.
Модель 480 (производство прекращено)калибр .480 Ruger.
Модель 500 (производство прекращено)калибр .500 S&W Magnum, может вести огонь на ближней дистанцией калибром .500 S&W Special.